# Hydrangea macrophylla

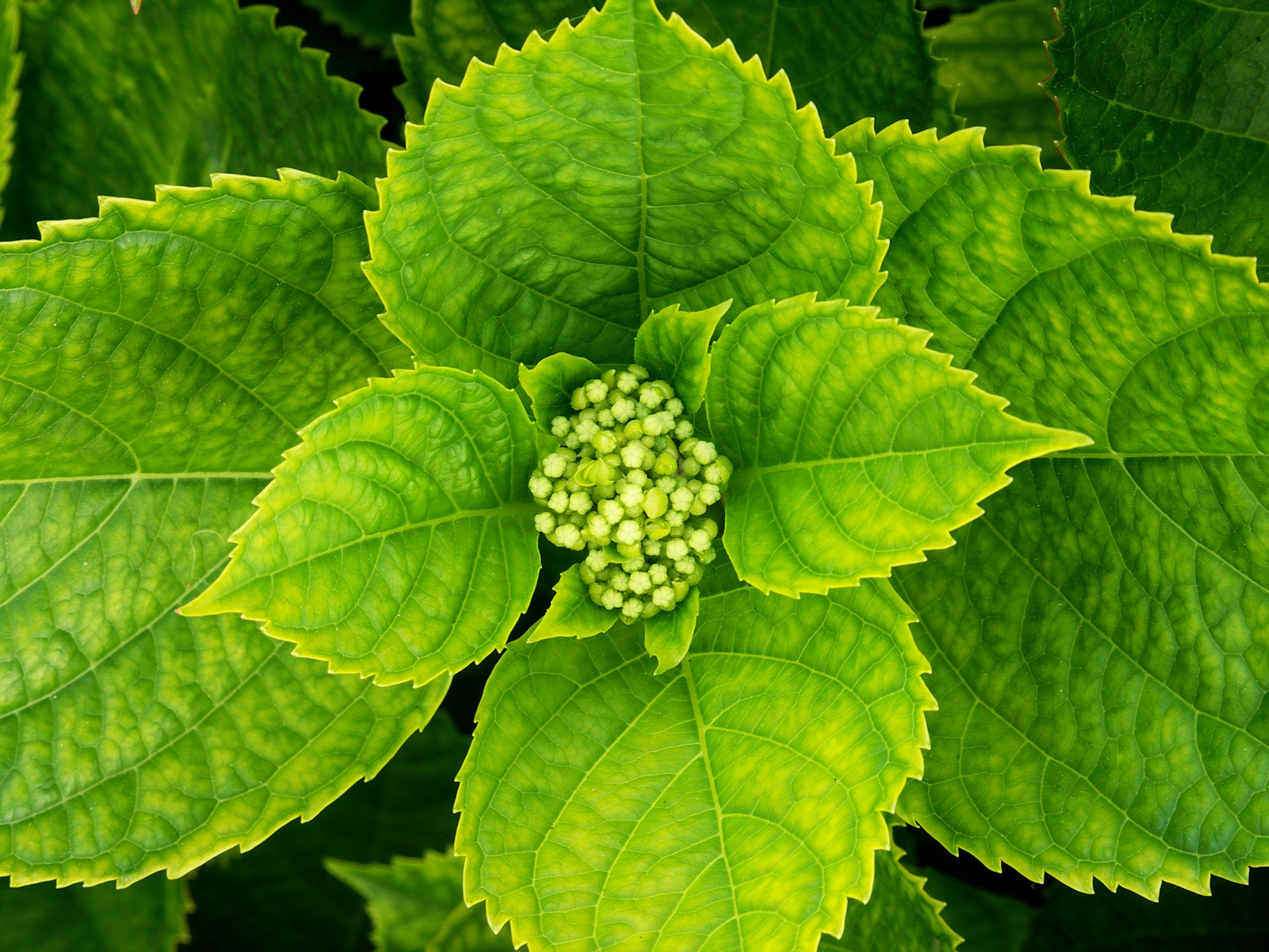
Folhas e inflorescência em botão.

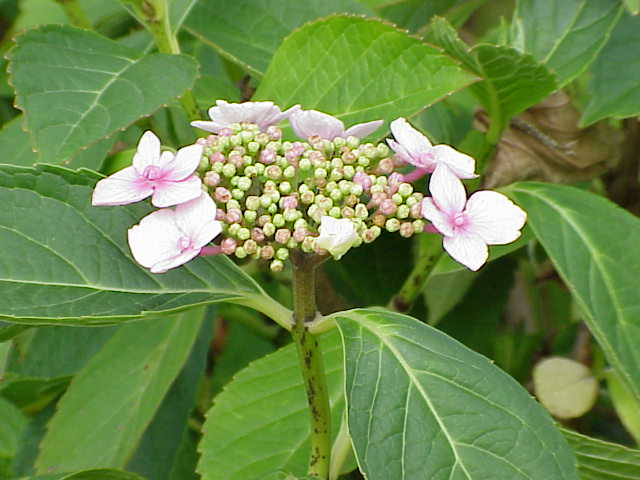
Inflorescência, com flores ornamentais na periferia e flores férteis no centro.

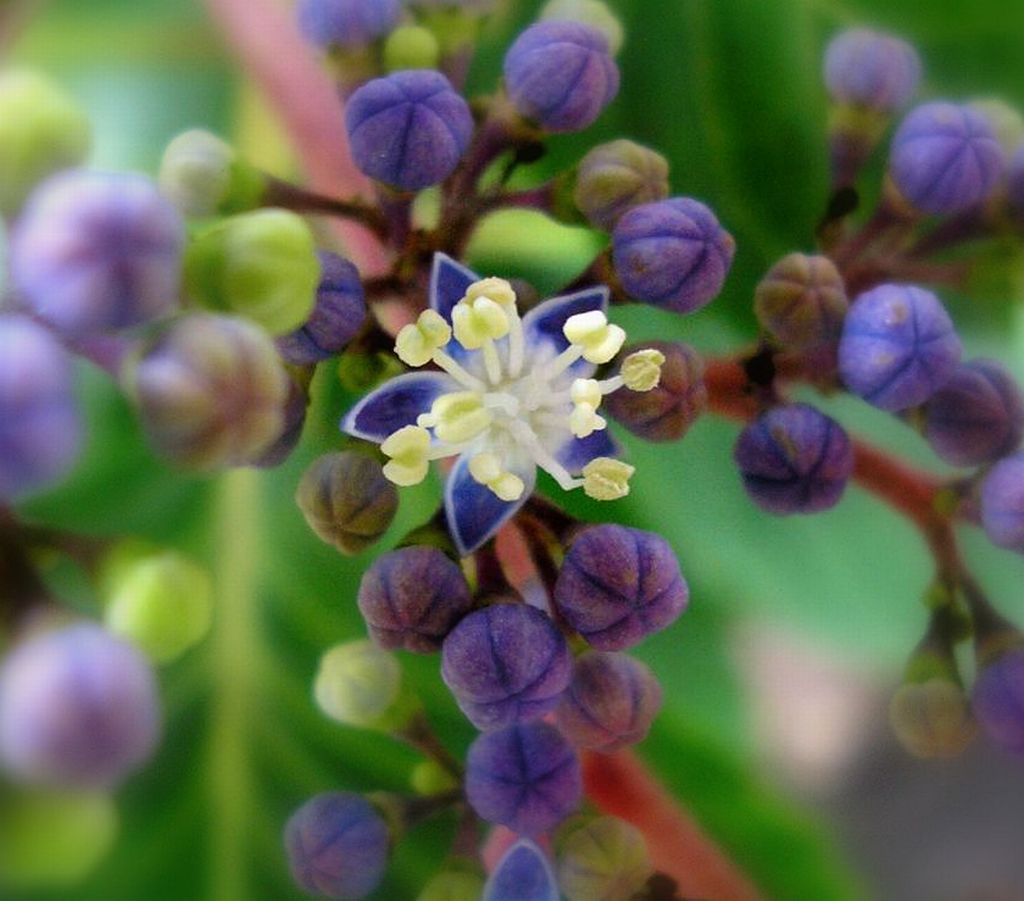
Flor fértil.

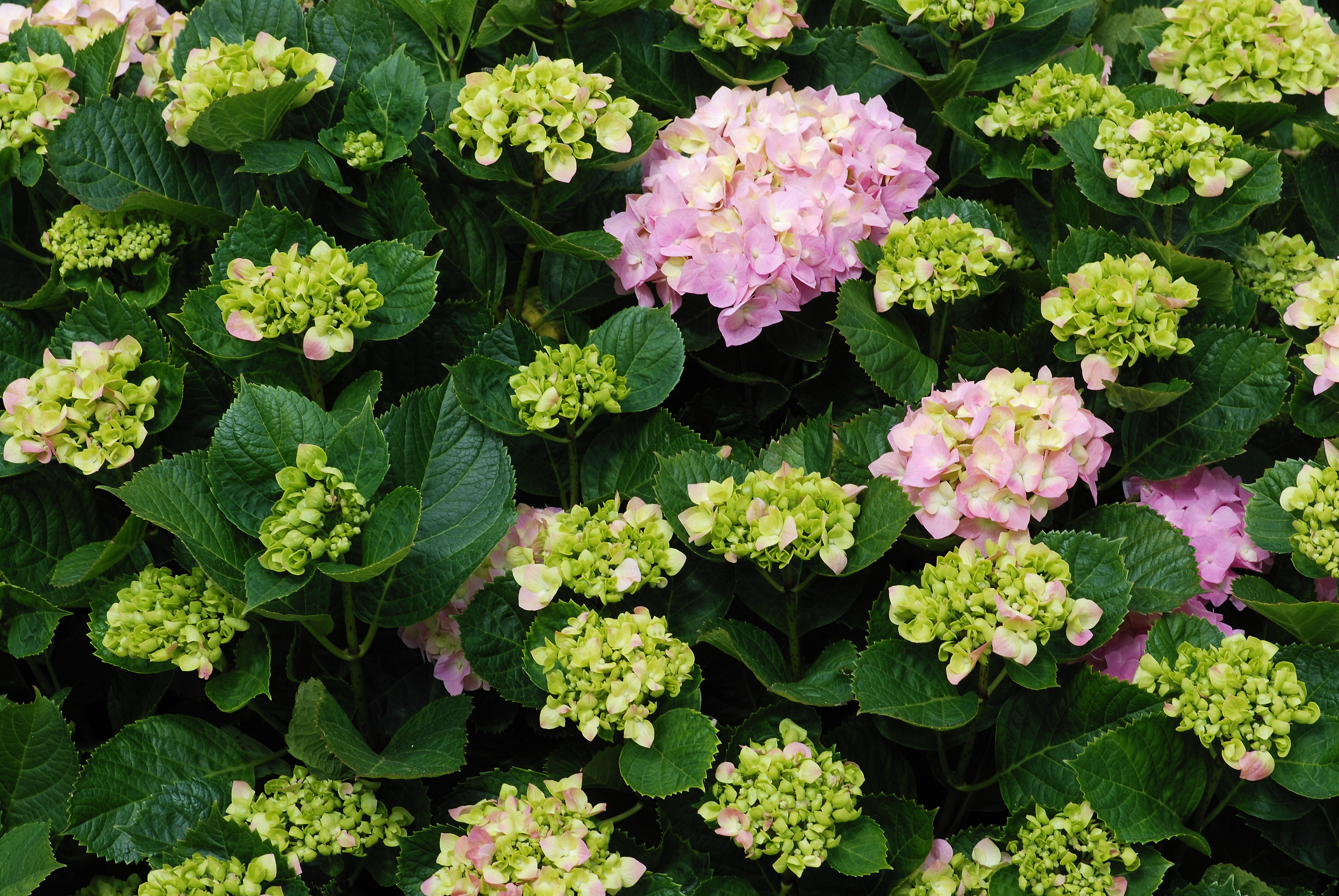
H. macrophylla em botão.

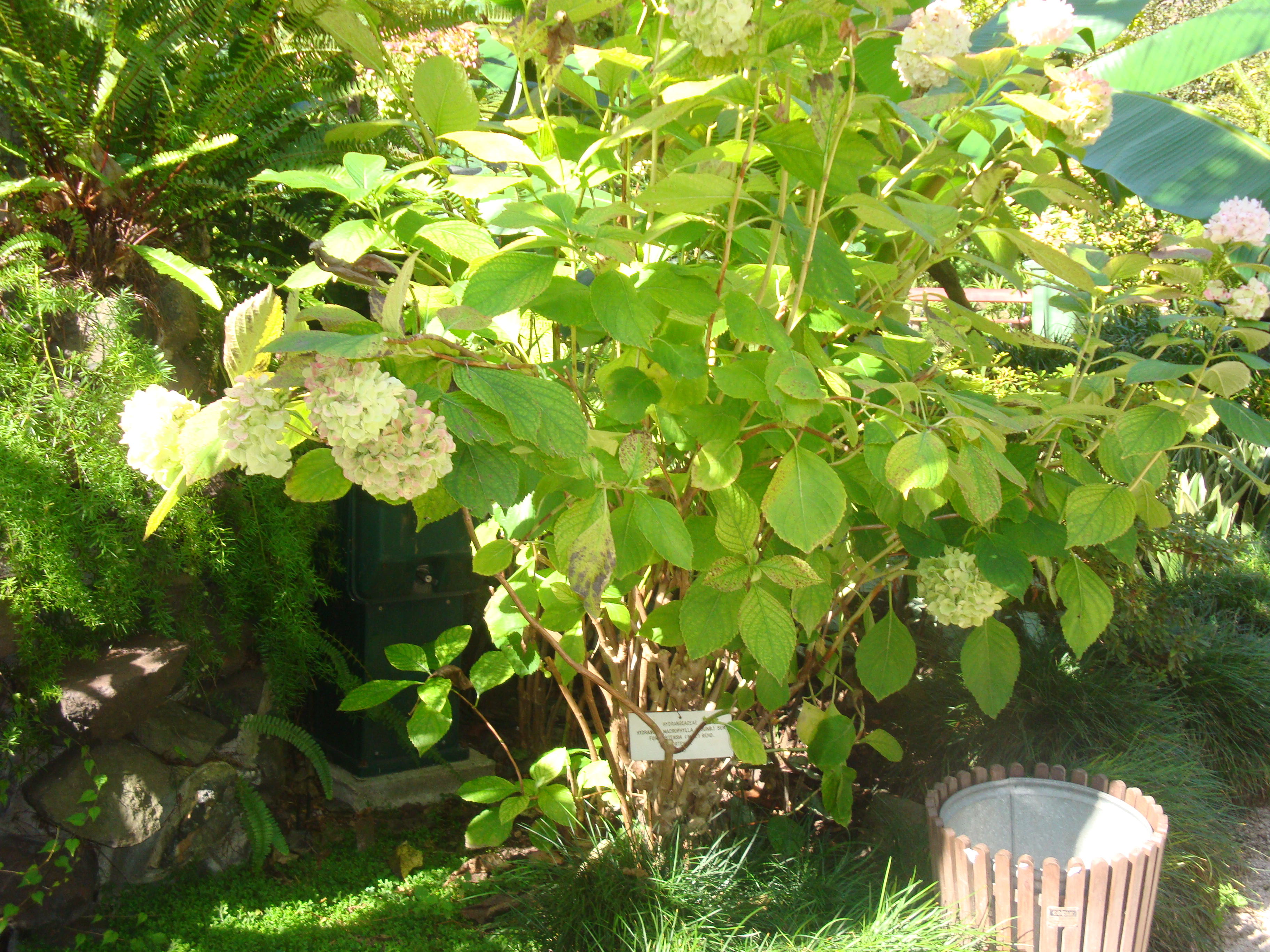
H. macrophylla (hábito).

Hydrangea macrophylla (Thunb.) Ser., conhecida pelos nomes comuns de hortênsia, novelão, hidrângea, hidranja ou simplesmente granja, é uma espécie fanerógama arbustiva pertencente ao género Hydrangea, nativa do Japão e China, mas actualmente cultivado como planta ornamental em todas as regiões temperadas e subtropicais. A espécie, de que existem múltiplos cultivares, apresenta flores rosadas ou azuis dependendo do pH do solo: em solos ácidos as flores são azuis, enquanto em solos alcalinos são cor-de-rosa. A hortênsia é rica em princípios activos, incluindo o glicosídeo cianogénico hidrangina, que as torna venenosas. Quando ingerido em grandes quantidades, este veneno causa cianose, convulsões, dor abdominal, flacidez muscular, letargia, vómitos e coma.
A espécie não deve ser confundida com o cultivar H. aspera 'Macrophylla', pertencente a outra espécie do mesmo género.

## Descrição
H. macrophylla é um arbusto caducifólio, lenhoso na base, mas com consistência sub-herbácea nos raminhos jovens, com até 2 a 3 m de altura e uma largura de copa que pode atingir os 3 m. O ritidoma é acastanhado e fibroso nos ramos mais antigos, liso e esverdeado nos ramos juvenis.
O epíteto específico macrophylla, uma designação neolatina que significa grandes (longas) folhas, é uma referência às grandes folhas opostas que caracterizam a espécie. As folhas são simples, membranosas, ovais a elíptico-orbiculares, acuminadas, com 7 a 20 cm de comprimento, com os bordos serrilhados.
Entre o início do verão e finais do outono produz amplas inflorescências, com múltiplas flores em tons de cor de rosa ou azul. A inflorescência é um corimbo, geralmente com todas as flores colocadas num único plano, mas por vezes com as flores formando uma estrutura hemisférica, ou mesmo esférica, em algumas formas cultivadas (formas popularmente designadas por novelão).
A espécie produz dois tipos de flores: (1) as centrais, não ornamentais por serem desprovidas de pétalas bem desenvolvidas, são férteis; (2) as periféricas, ornamentais, com grandes pétalas coloridas, são geralmente descritas como "estéreis".
Apesar das flores ornamentais serem geralmente apontadas como estéreis, um estudo de várias cultivares mostrou que todas as flores eram férteis, sendo que as flores não ornamentais são pentâmeras, enquanto as flores decorativas são tetrâmeras. As quatro sépalas das flores decorativas têm cores que variam do fúcsia claro ao rosa púrpura e ao azul. As flores não-decorativas têm cinco pequenas sépalas esverdeadas e cinco pétalas pequenas. A floração dura do início do verão ao início do inverno, persistindo até à queda das folhas, mas com o seu máximo no final da primavera.
A cor das flores varia entre tons de rosa, azul ou roxo (existindo diversos cultivares variegados — veja a galeria abaixo) em função da absorção radicular de alumínio, cuja mobilização e biodisponibilidade é dependente do pH do solo. Em consequência, é possível manipular a coloração das flores utilizando aditivos que alterem a disponibilidade de alumínio no solo, aumentando a sua concentração por adição de sais daquele metal ou variando o pH para controlar a sua biodisponibilidade.
O fruto é uma pequena cápsula subglobosa.

## Fitoquímica
H. macrophylla é rica em compostos orgânicos fenólicos derivados da isocumarina, como as dihidroisocumarinas conhecidas por filodulcina (phyllodulcin) e hidrangenol (e os seus derivados 8-O-glicosídeos, nomeadamente a hidrangina), e as isocumarinas do grupo thunberginol (nomeadamente os thunberginol A, F e B). Alguns desses compostos apresentam elevado potencial fitoterapêutico.
No produto comercializada sob o nome de Hydrangeae Dulcis Folium, constituído por folhas processadas de H. macrophylla var. thunbergii, estão presentes as dihidroisocumarinas thunberginol C, D e E, bem como os glicosídeos derivados da dihidroisocumarina thunberginol G 3'-O-glicosídeo e (-)-hidrangenol 4'-O-glicosídeo. Estas folhas também contém o ácido hidrangeico, um composto proposta para uso farmacêutico pelos seus efeitos benéficos no controlo da diabetes mellitus.
As várias colorações, como vermelho, malva, púrpura, violeta e azul que ocorrem nas flores de H. macrophylla são produzidas por uma simples antocianina, a mirtilina (delfinidina-3-glicosídeo), que forma complexos com iões de metais, as metaloantocianinas.
Nas raízes de H. macrophylla foi detectada a presença de ácido lunulárico, lunularina, 3,4′-dihidroxistilbeno e um glicosídeo do ácido lunulárico.
Extractos de folhas de Hydrangea macrophylla estão a ser estudados como possíveis fontes de novos compostos com actividade anti-malárica. O ácido hidrangeico das folhas está a ser estudado como possível fonte de compostos antidiabéticos, tendo sido demonstrado que baixa significativamente a concentração sanguínea de glucose, triglicerídeos e ácidos gordos livres em animais de laboratório.

## Cultivo
A espécie Hydrangea macrophylla é cultivada desde tempos remotos como planta ornamental no Japão: A partir de meados do século XIX a sua cultura estendeu-se à generalidade das regiões de clima temperado. Estão em cultura mais de 600 cultivares para jardim, com hábitos muito diversos e flores de diferentes cores. Em resultado da dependência da coloração em relação à acidez do solo, é possível determinar parcialmente a cor das flores pela adição de compostos que alterem o pH do solo. A adição cuidadosa de carbonato de sódio ao solo permite produzir floração multicolor.
Em climas onde a H. macrophylla floresce no exterior, a espécie é utilizada para a constituição de sebes e para criar contrastes em intervenções de paisagismo. A sua folhagem rica e de grande tamanho é um excelente fundo para realçar canteiros de flores brancas ou de cores claras, mesmo de espécies perenes ou anuais altas. Em climas quentes H. macrophylla é utilizada para adicionar um toque de cor no início do verão em áreas com sombra, particularmente em jardins florestados. É recomendada um poda mínima para tornar a floração mais prolífica. As flores são facilmente secas ao ar e são duradouras, pelo que são utilizadas como flores secas em decoração de interiores.
As variedades mais populares de Hydrangea macrophyllasão as seguintes
- 'Beaute Vendomoise' (giant lacecap)
- 'Blue Bonnet'
- 'Blue Wave'
- 'Bluebird'
- 'Endless Summer' (floração permanente)
- 'Forever Pink'
- 'Lilicana'
- 'Nikko Blue'
- 'Pia' (cultivar anão)
- 'Sister Theresa'
- 'Veitchii'

Uma tisana de hortênsia, designada por ama-cha no Japão, é confeccionada com folhas e pétalas de hortênsia, fermentadas e posteriormente secas, num processo de fabrico semelhante ao utilizado na produção do chá preto.
Nos Açores H. macrophilla é considerada uma espécie invasora, perigosa para a flora nativa. Nas montanhas podem-se observar de longe como que "muros" coloridos de hortênsias, o que impressiona os turistas pelo efeito.
No sul do Brasil, estado do Rio Grande do Sul, existe uma região denominada "Região das Hortênsias", caracterizada pelo ajardinamento de casas e rodovias com esta espécie. Gramado, cidade mais representativa desta região turística, tem a hortênsia como sua flor símbolo. Em função da altitude e do clima ameno, a hortênsia está extremamente difundida em Campos do Jordão.

## Efeitos psicotrópicos
A combustão destas partes da planta liberta cianeto de hidrogénio que se acumula no organismo e pode tornar-se ainda mais perigoso se associado ao consumo de álcool, uma vez que funciona como vasodilatador. Este ácido está presente, em quantidades diminutas, em frutas tão inofensivas como a pera, abacate ou amêndoas amargas, mas também nos fumos resultantes de motores ou do tabaco.
A evaporação desta substância a 20 °C provoca confusão mental, sonolência, dor de cabeça e náuseas e, em casos extremos, pode levar à morte.

## Galeria

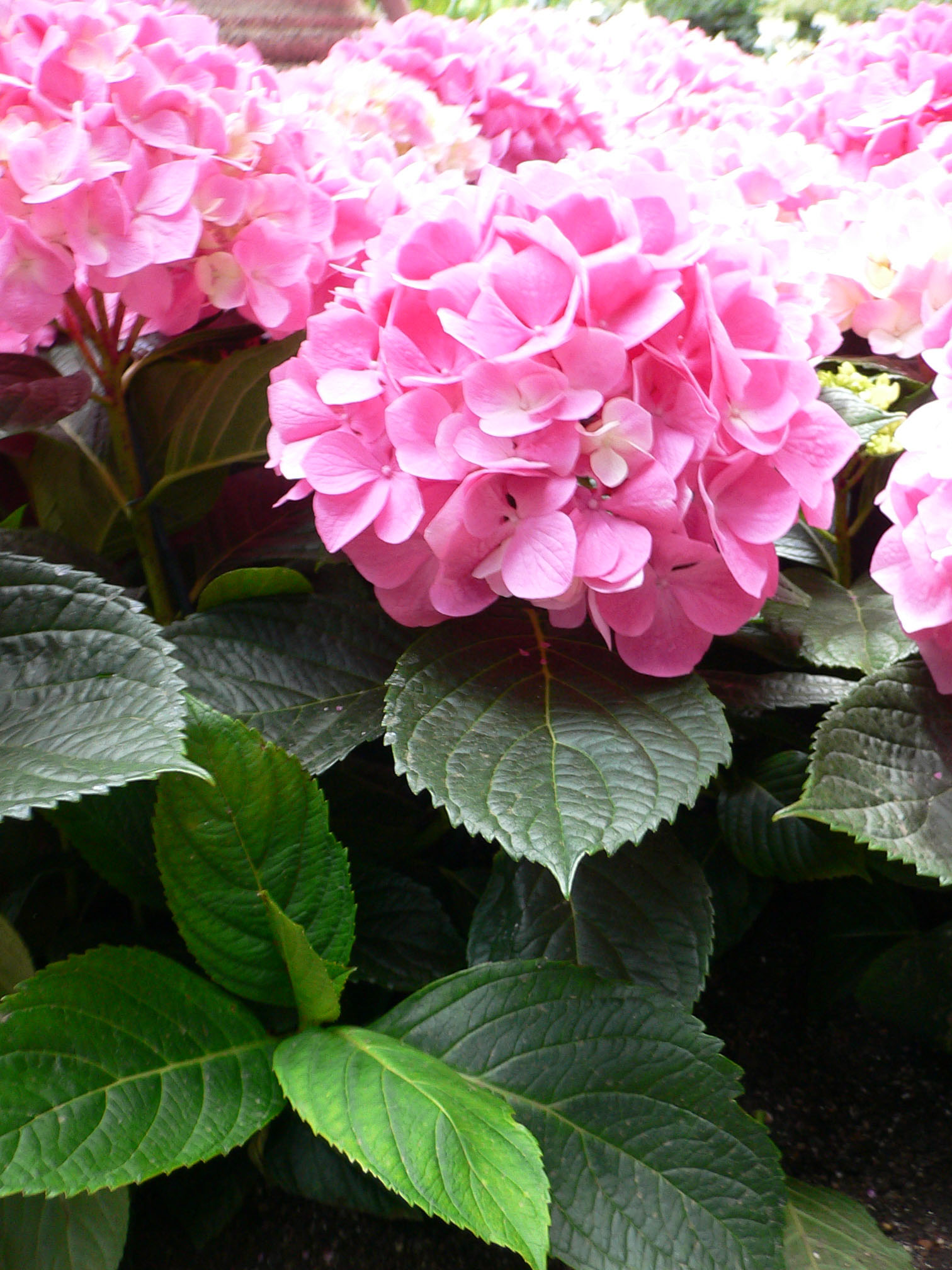
Hortênsia (em solo alcalino)
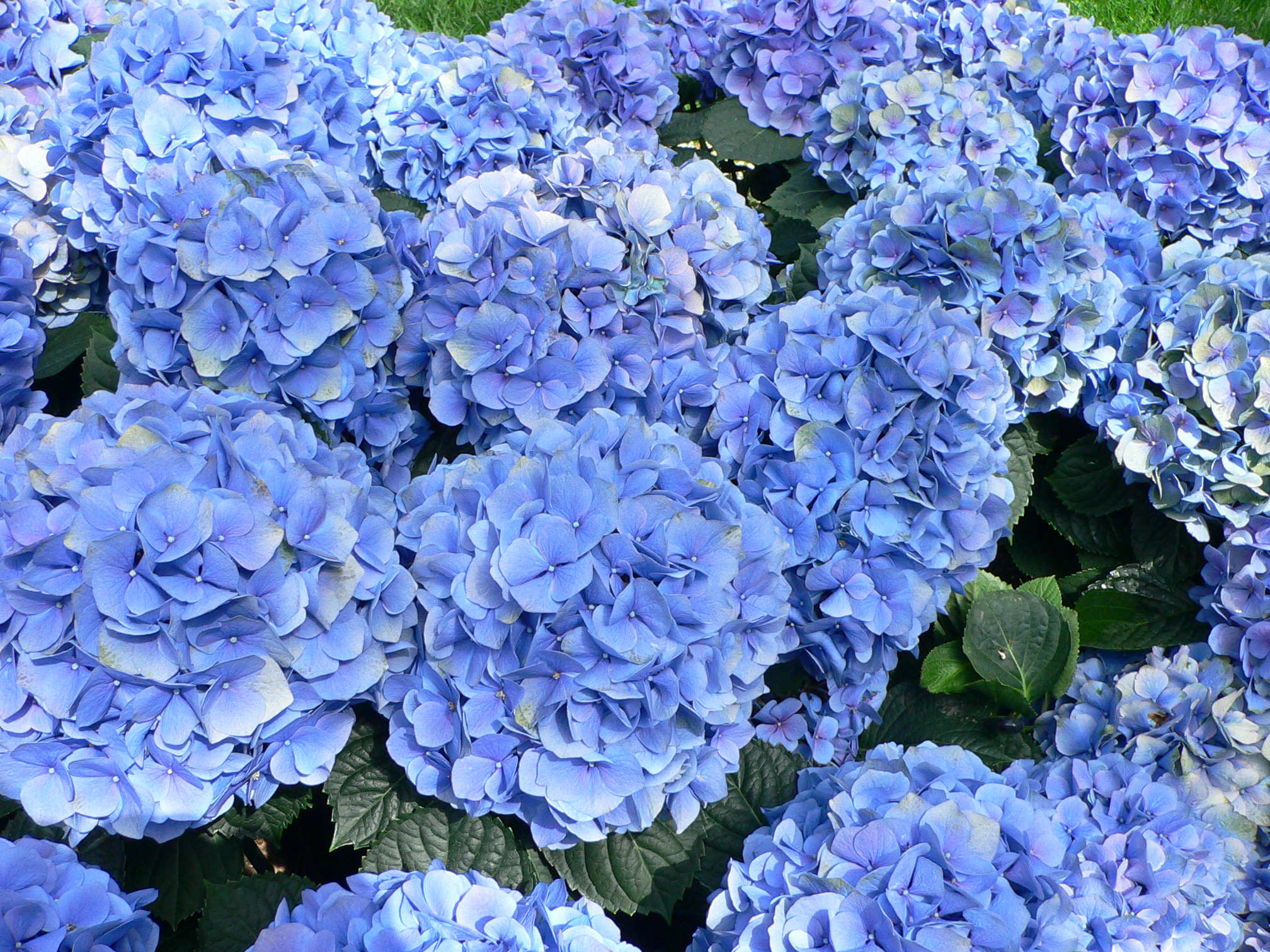
Hortênsia (em solo ácido)
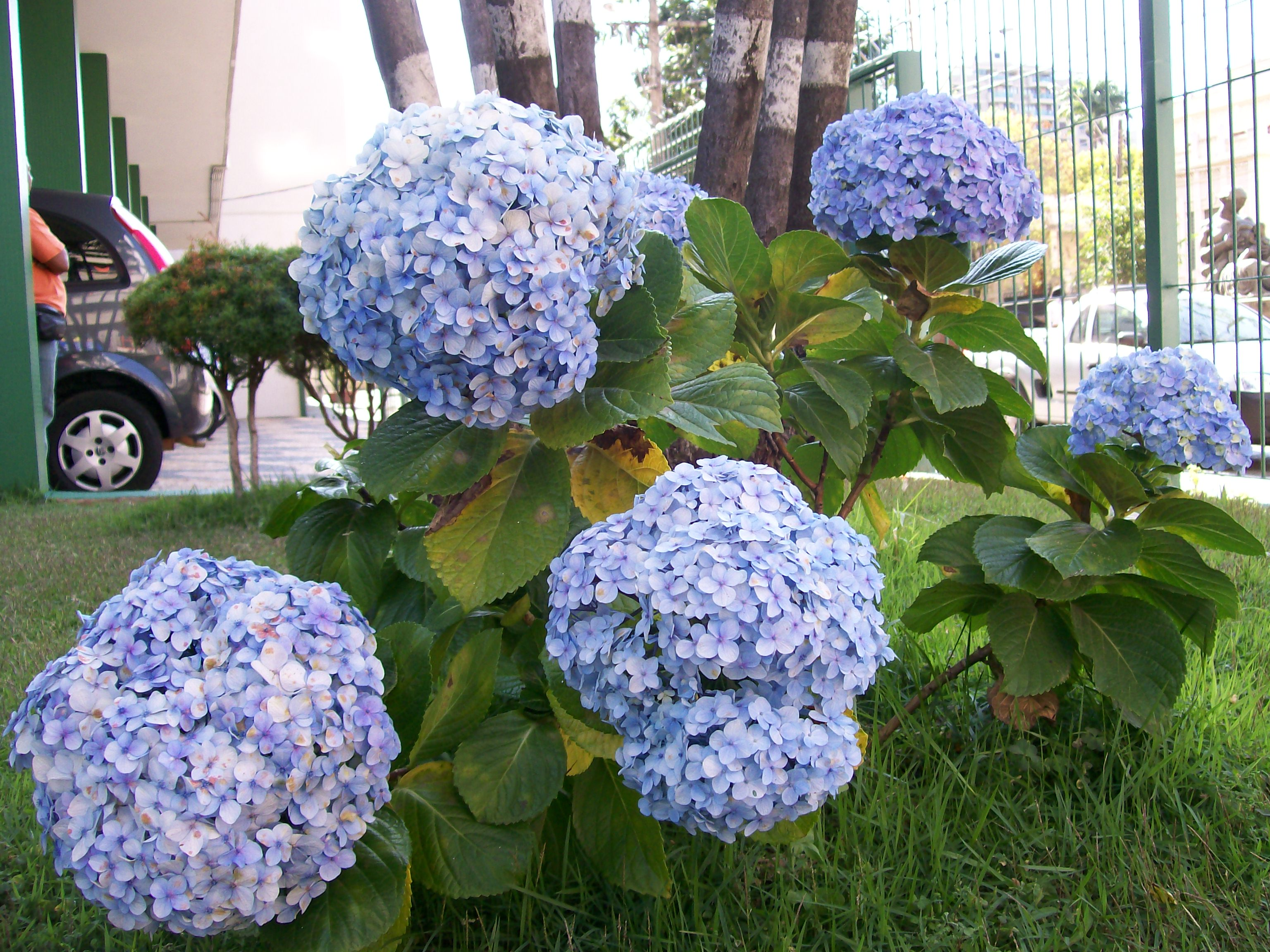
H. macrophylla (flores, Campinas, Brasil).
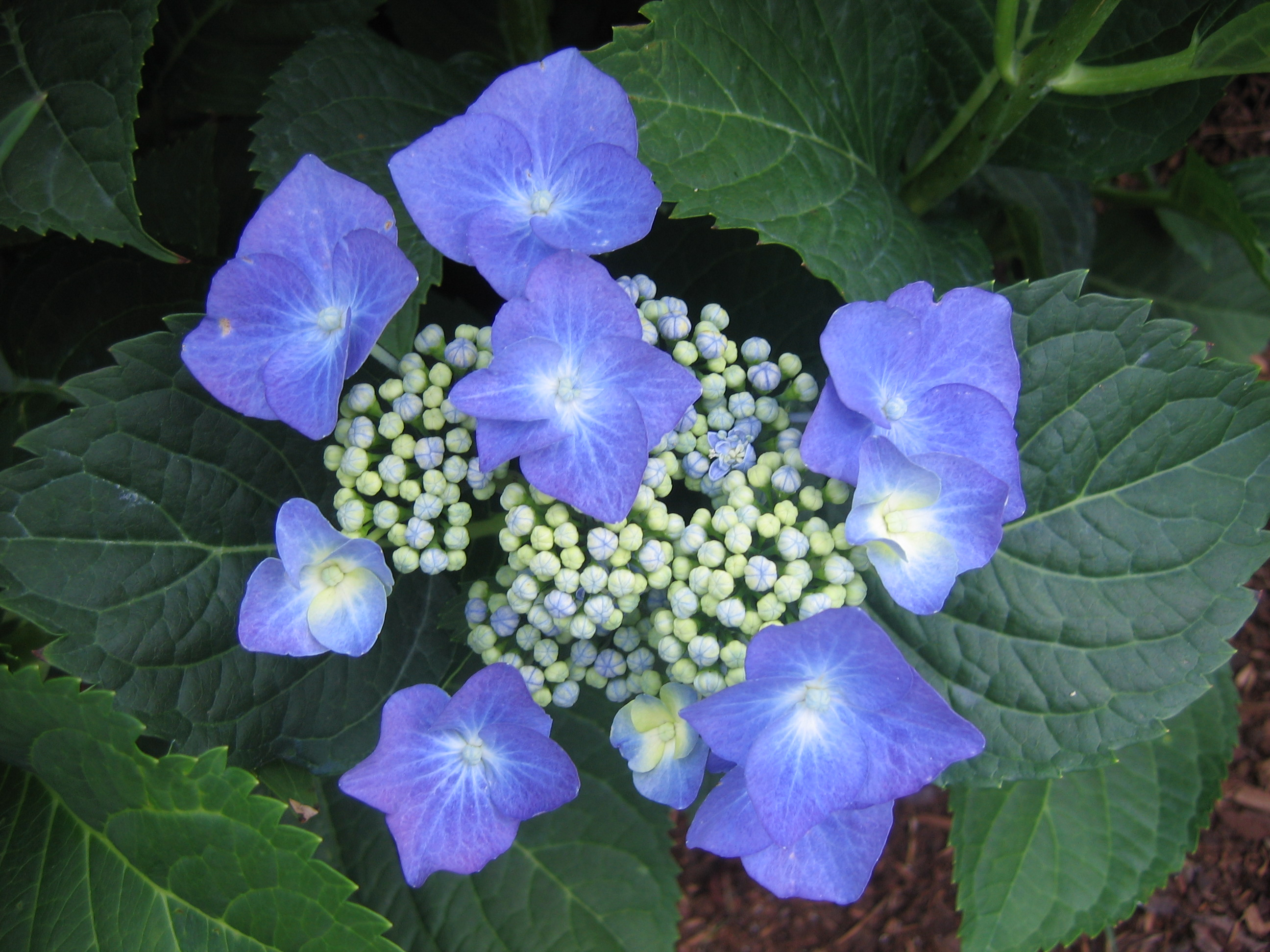
H. m. "'Taube' lacecap" em flor
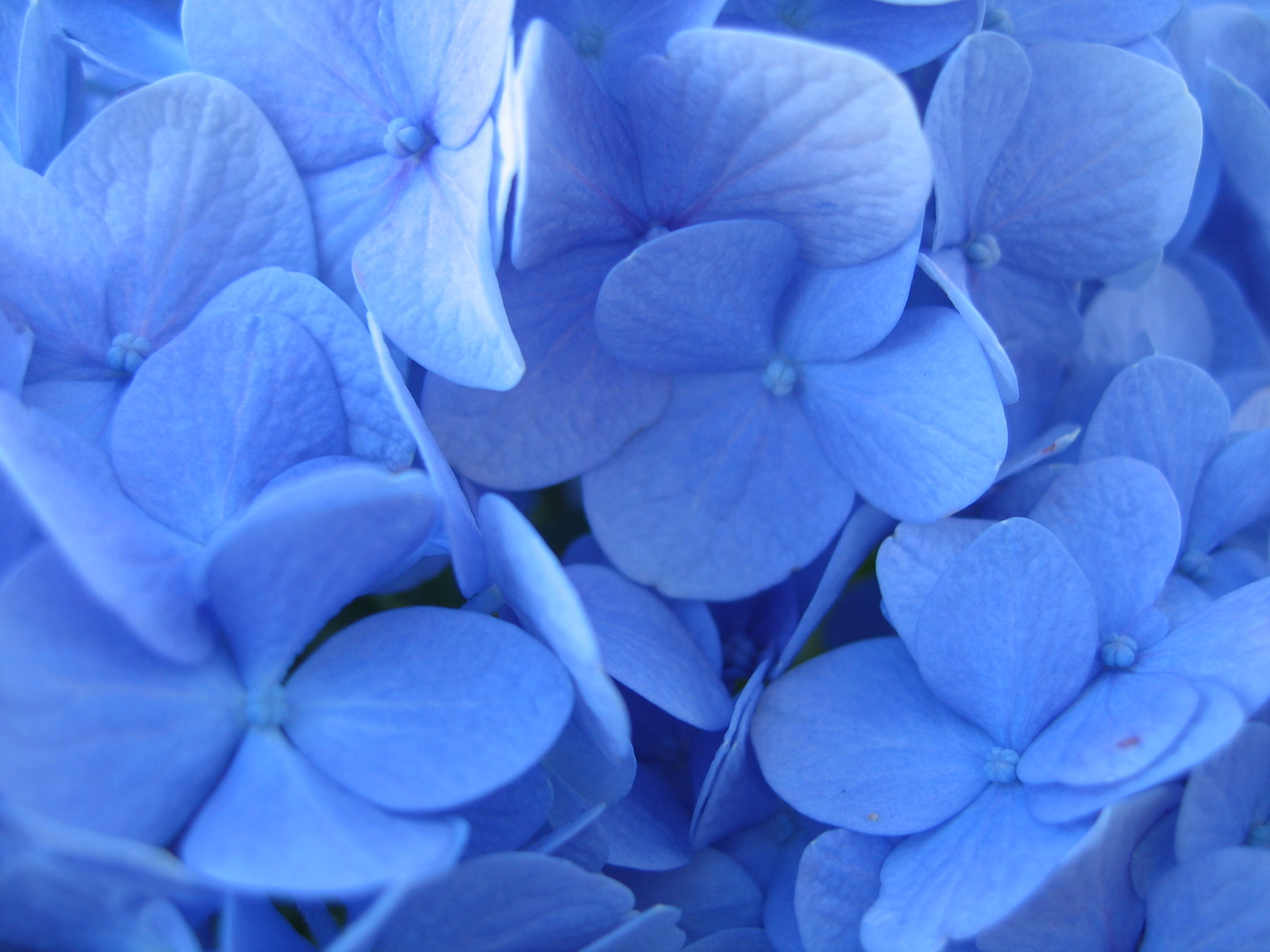
Pétalas de H. m. 'Nikko Blue' azuladas pela adição de uma solução de sulfato de alumínio
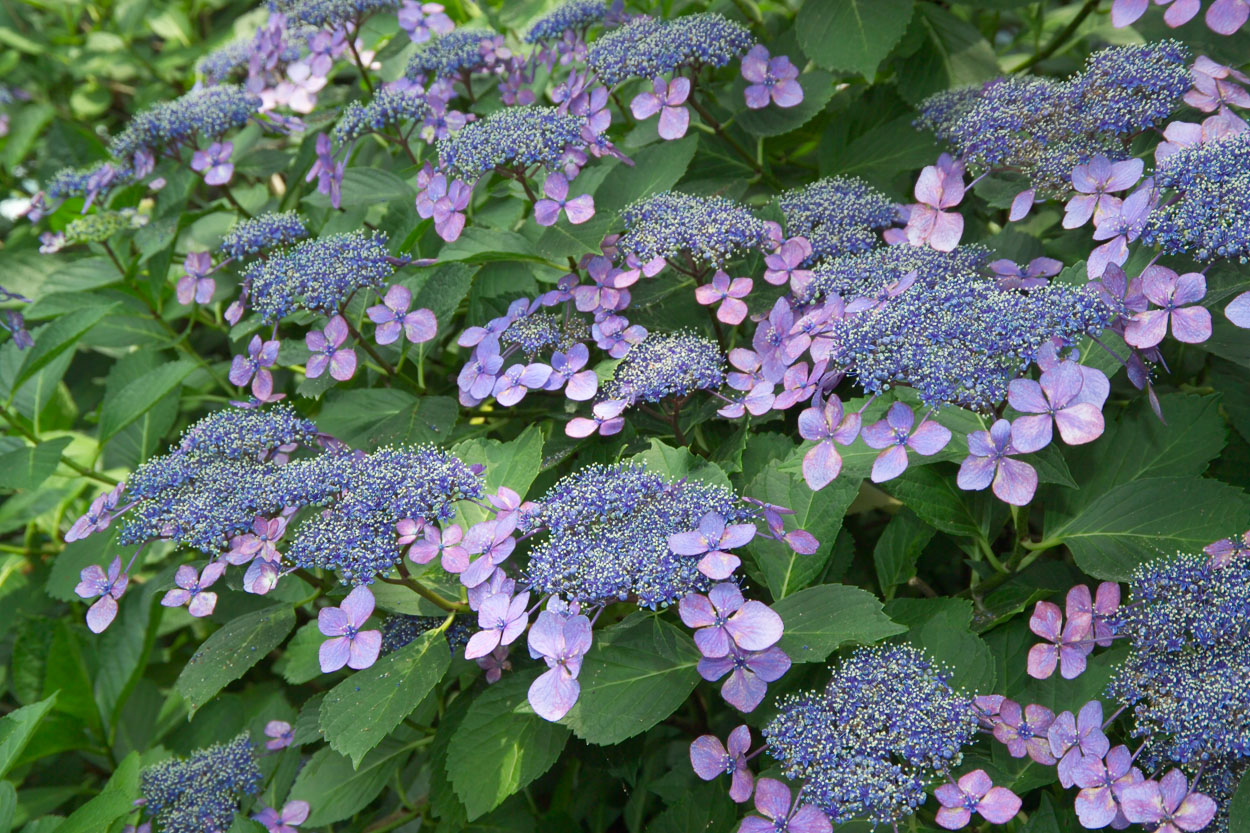
Flores de H. m. Gakuajisai
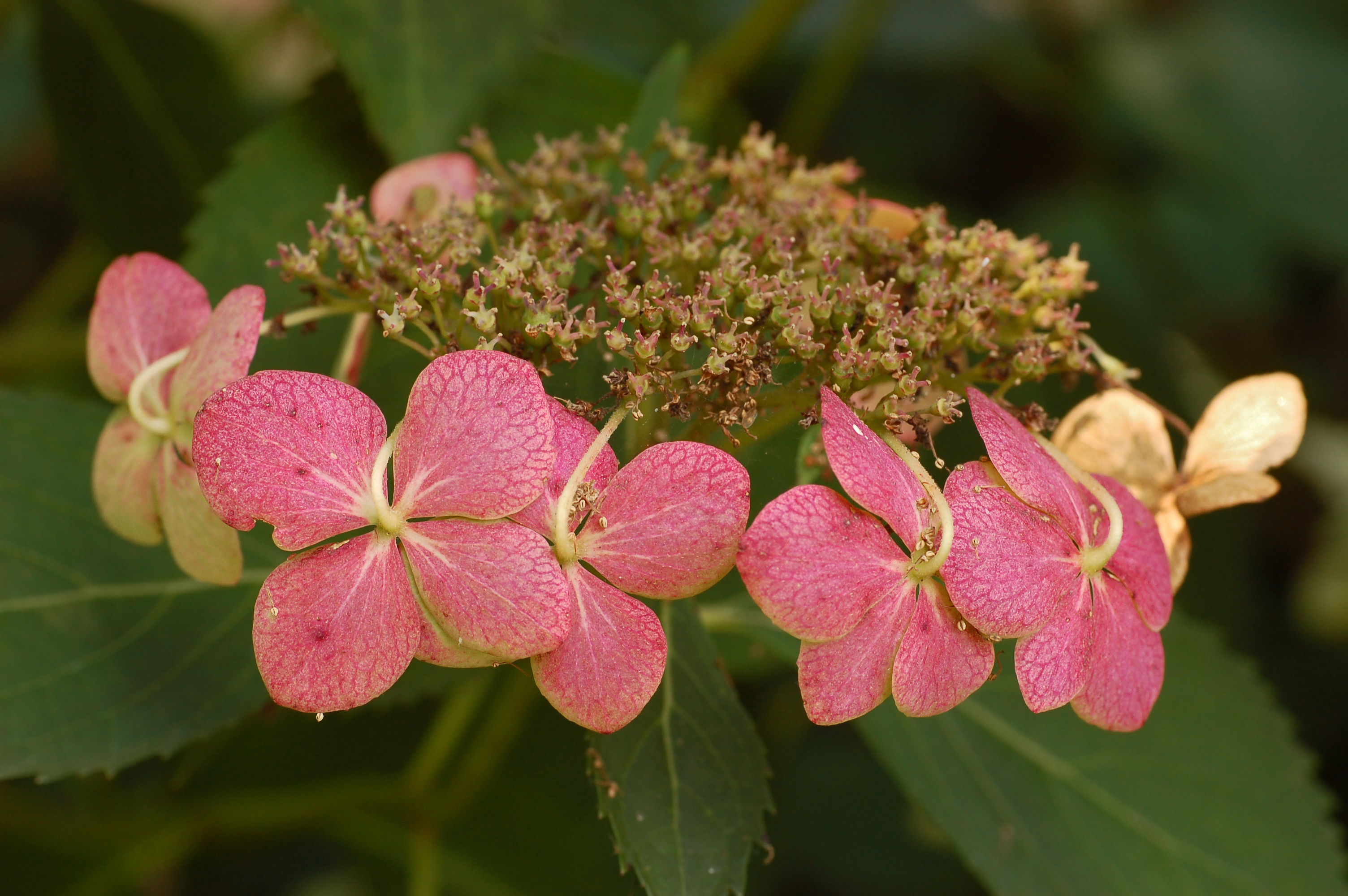
H. m. 'Tokyo Delight' Pink
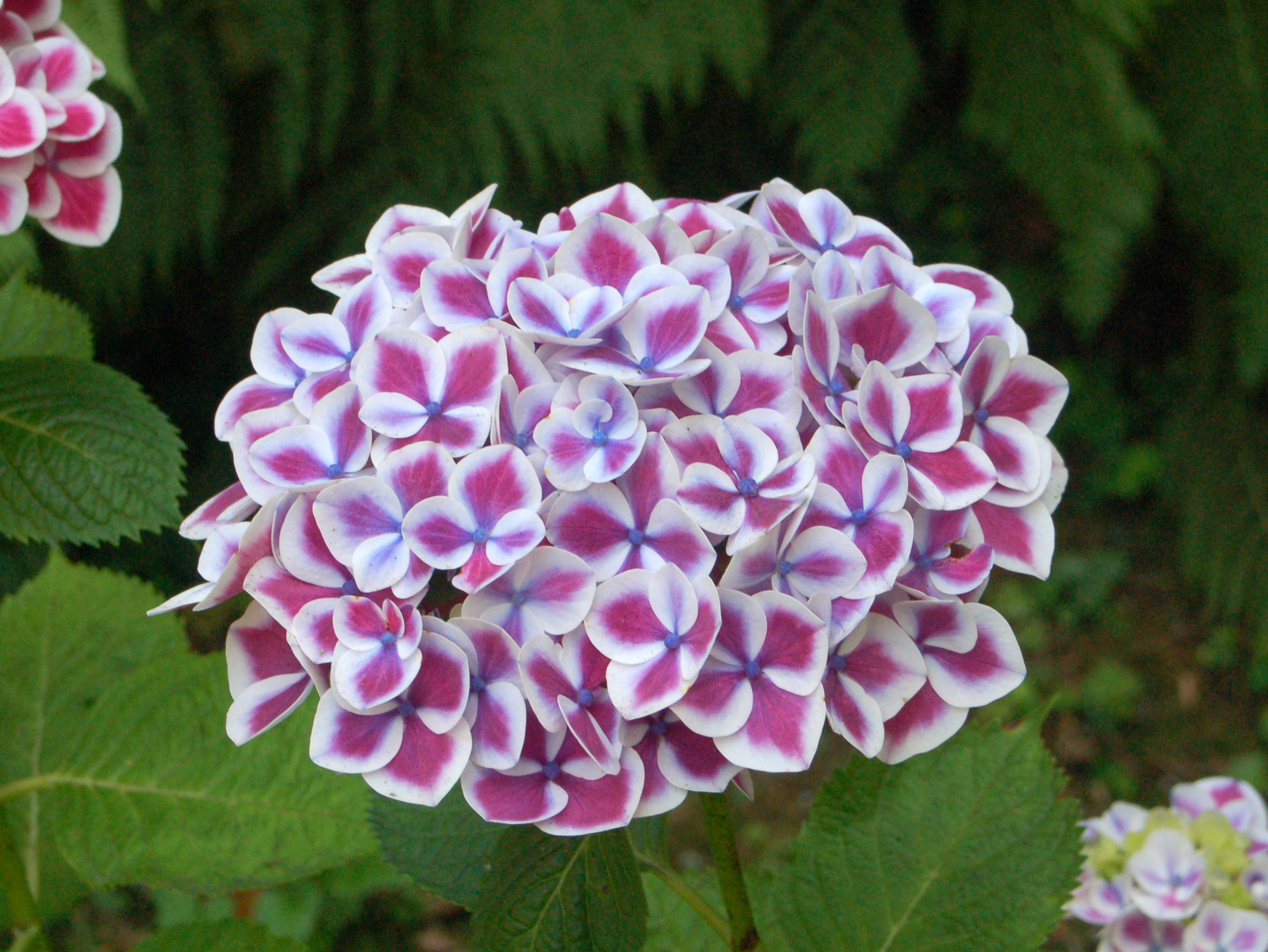
H. m. 'Red Ace'
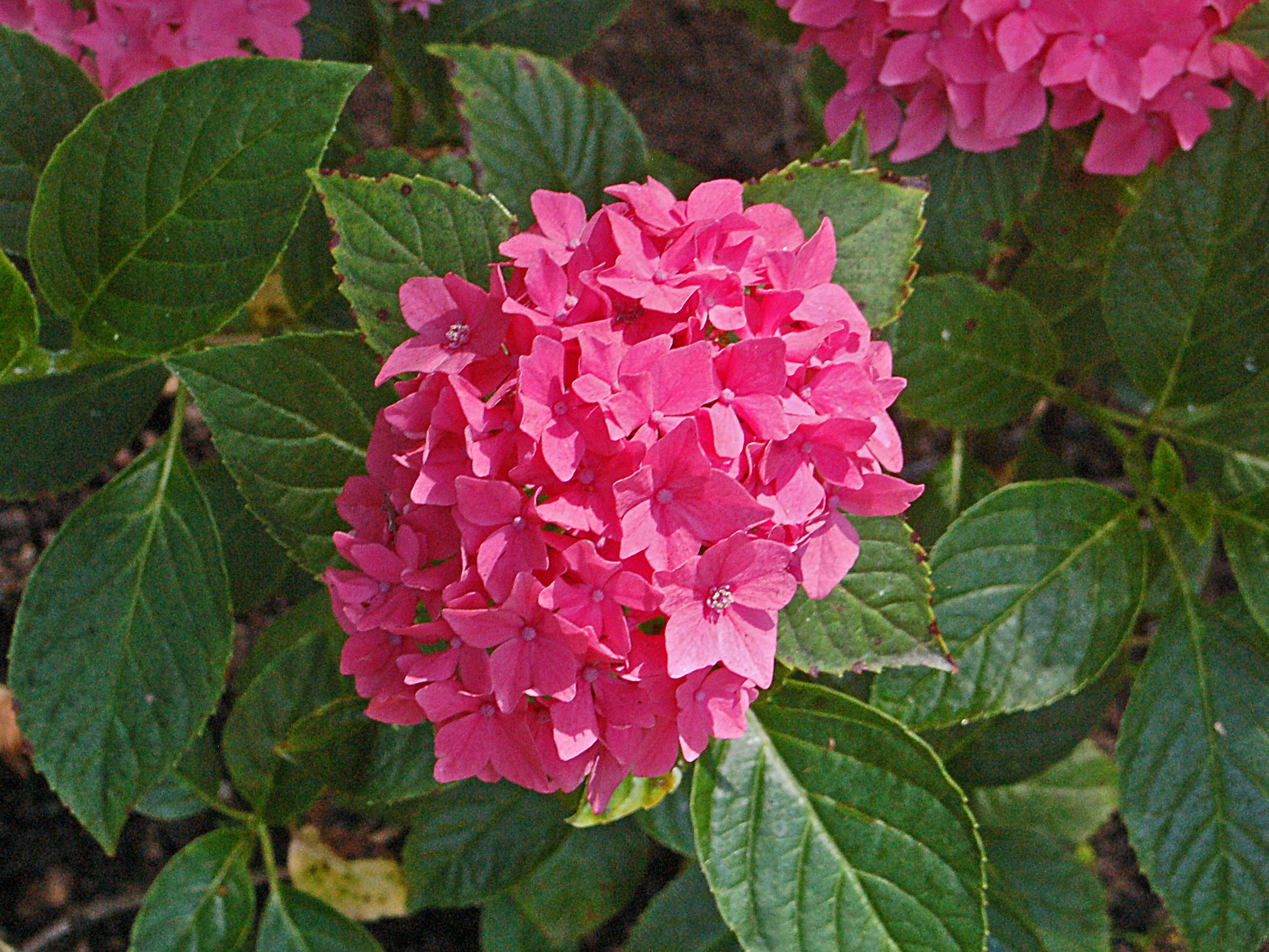
H. m. 'Pia'
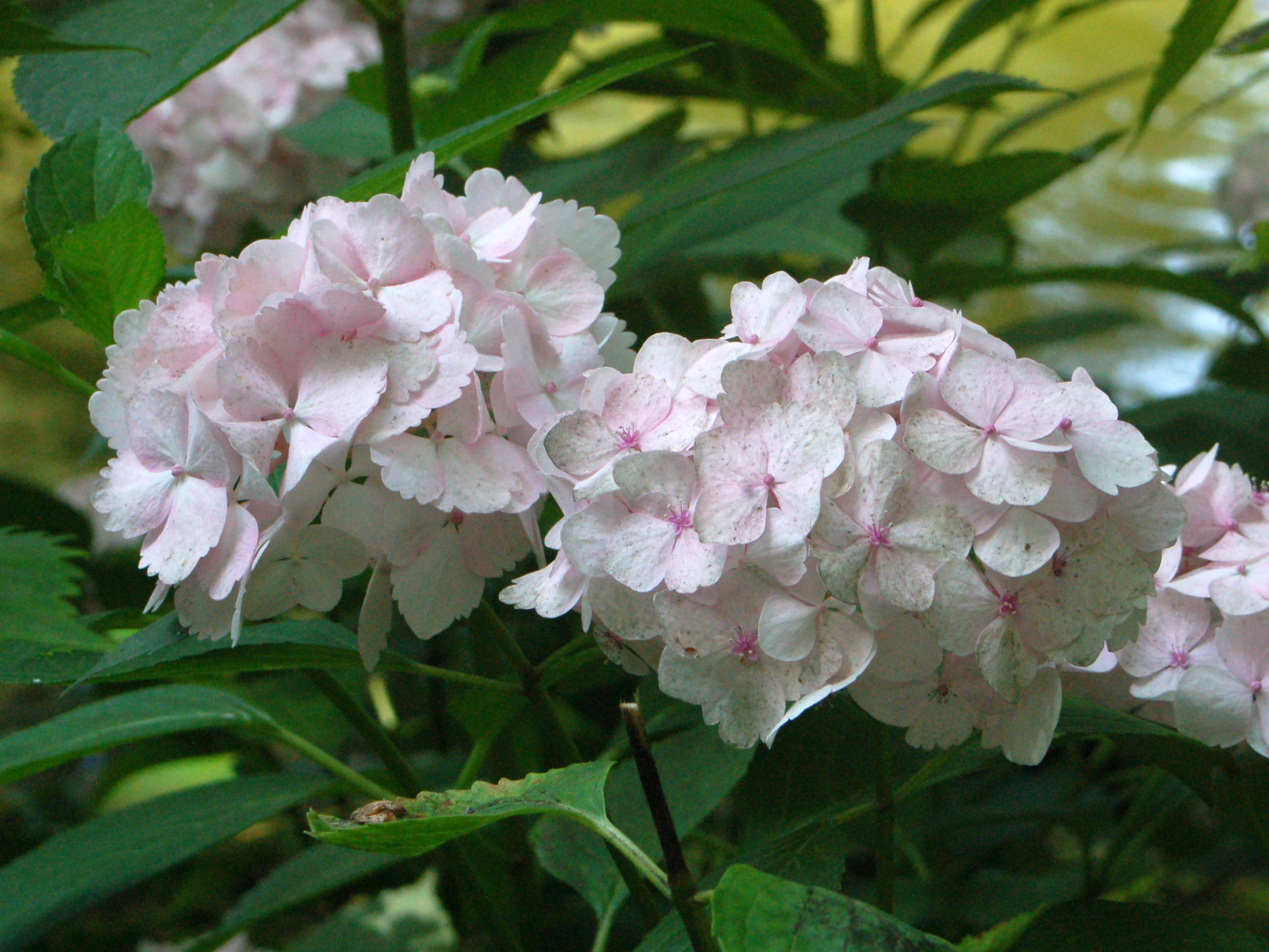
H. m. 'Beauté Vendomoise'
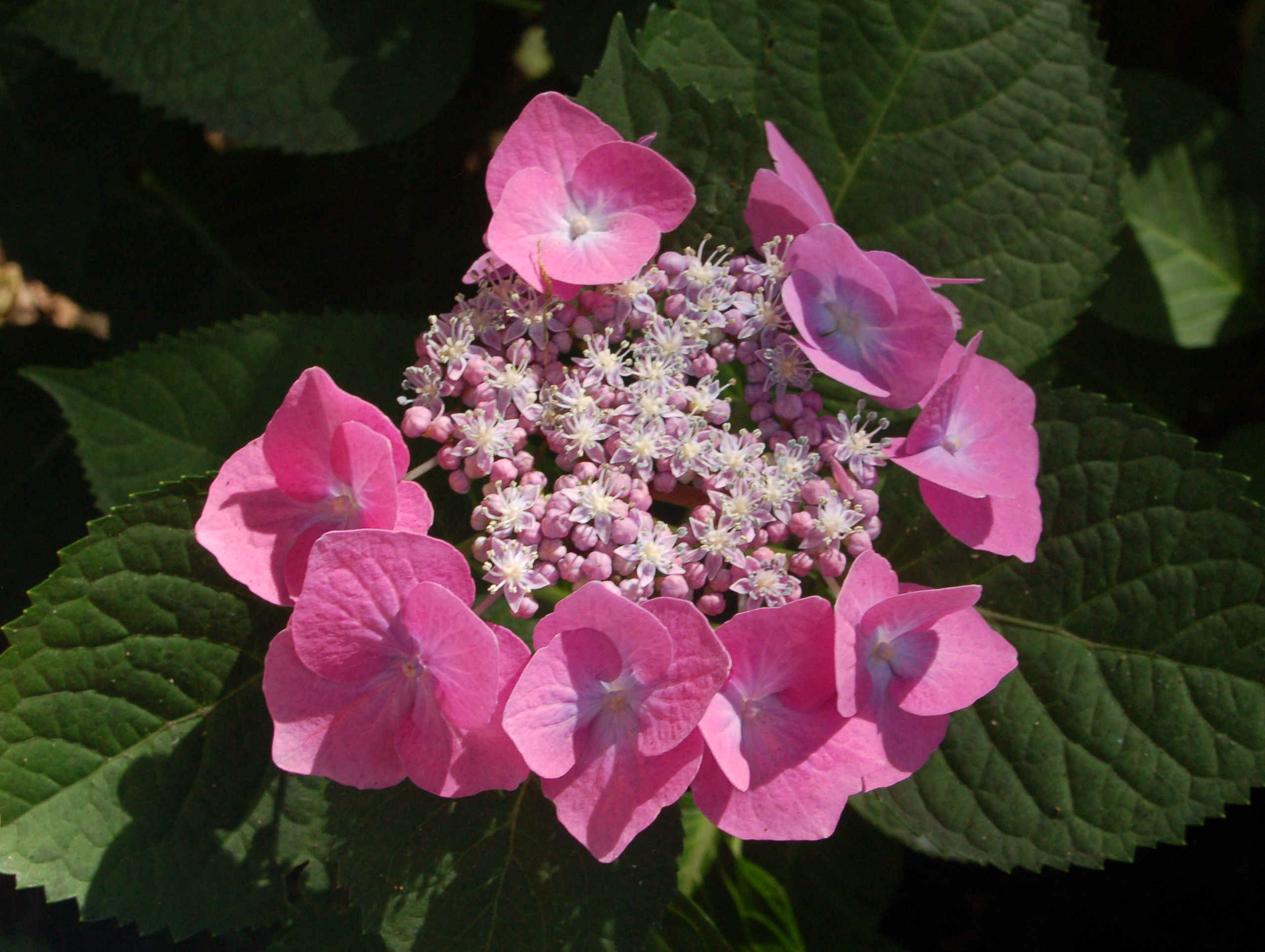
H. m. 'Bunspecht'
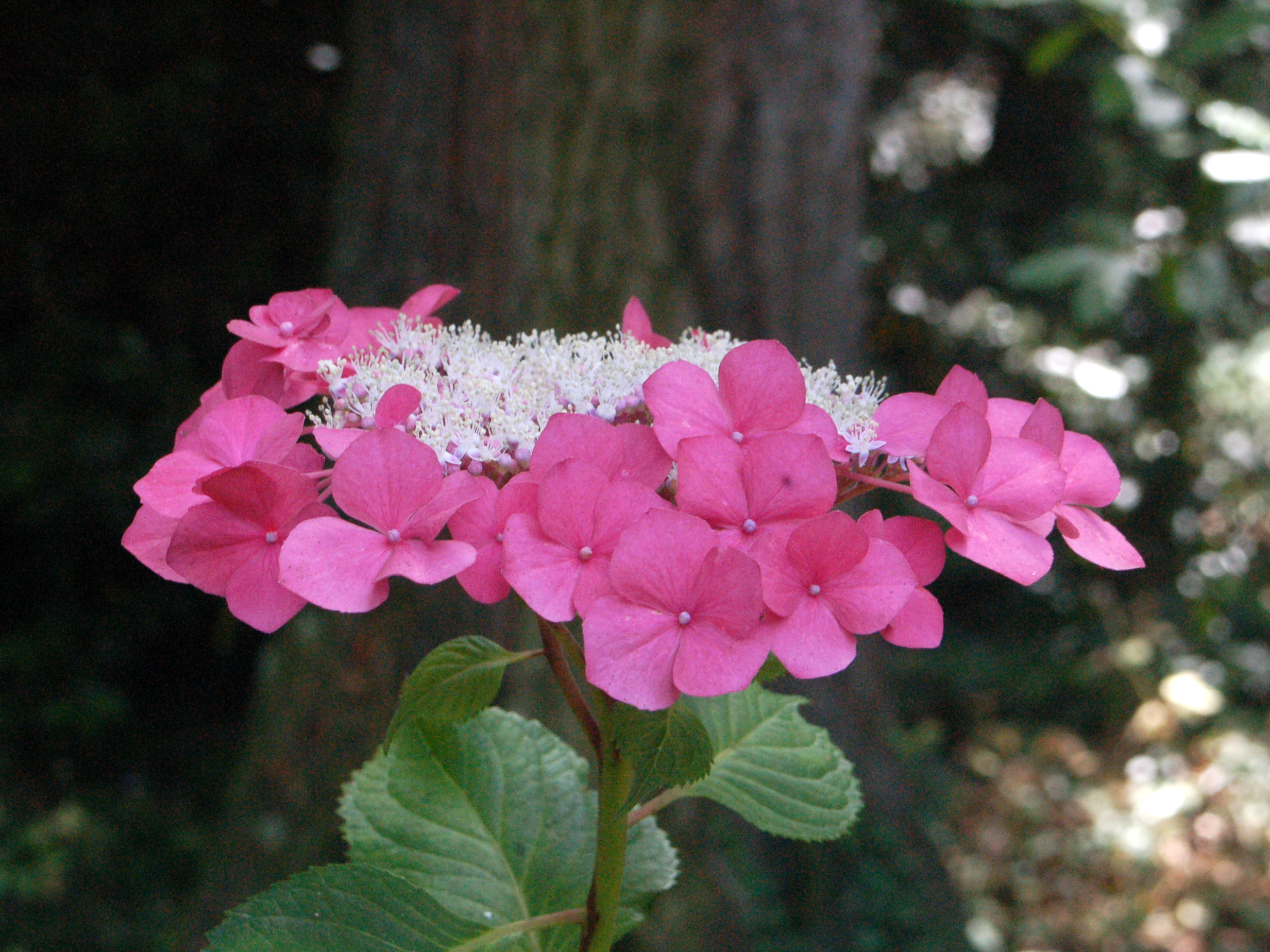
H. m.'Geoffrey Chadbund'
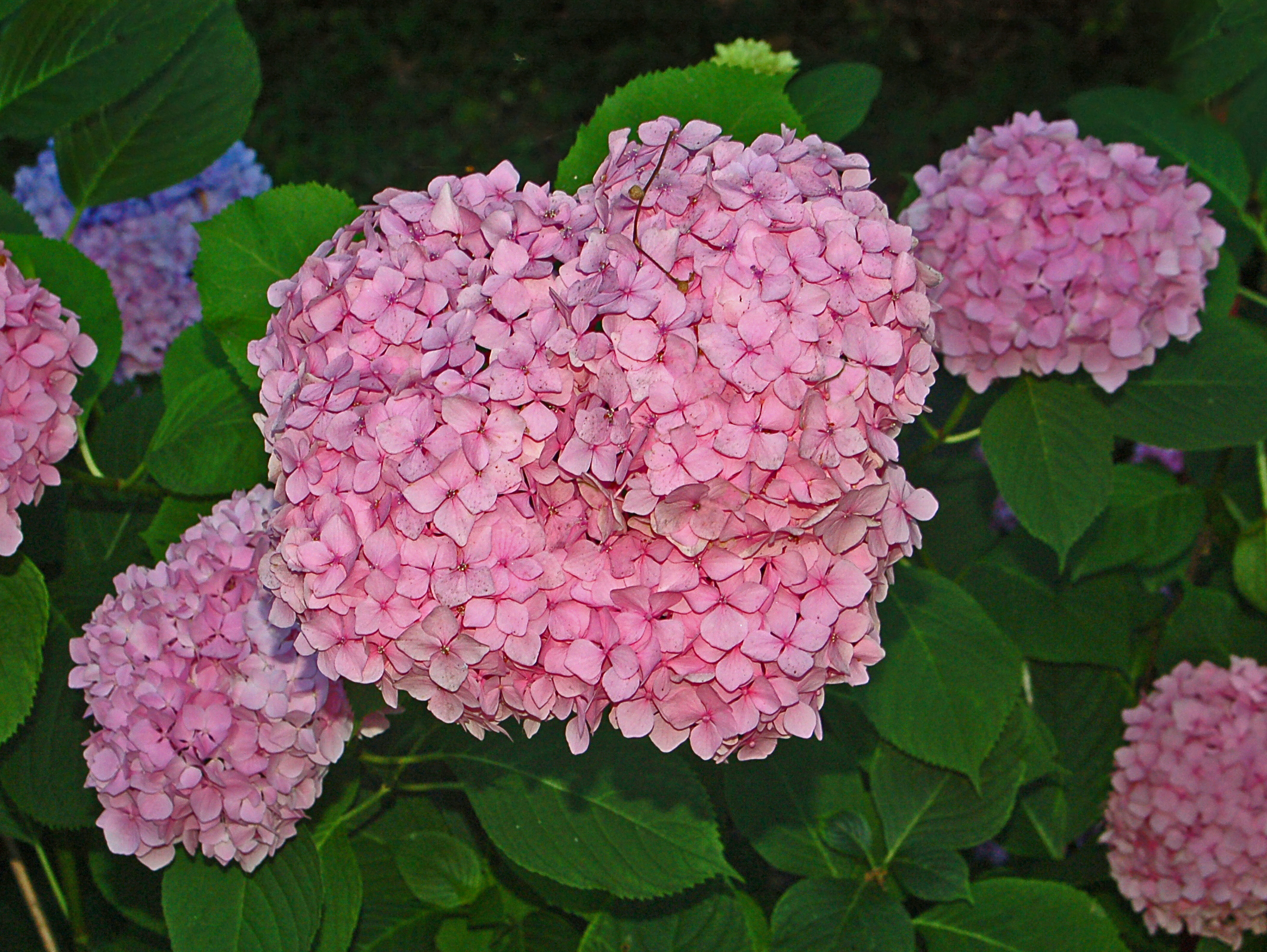
H. m. 'Harlequin'
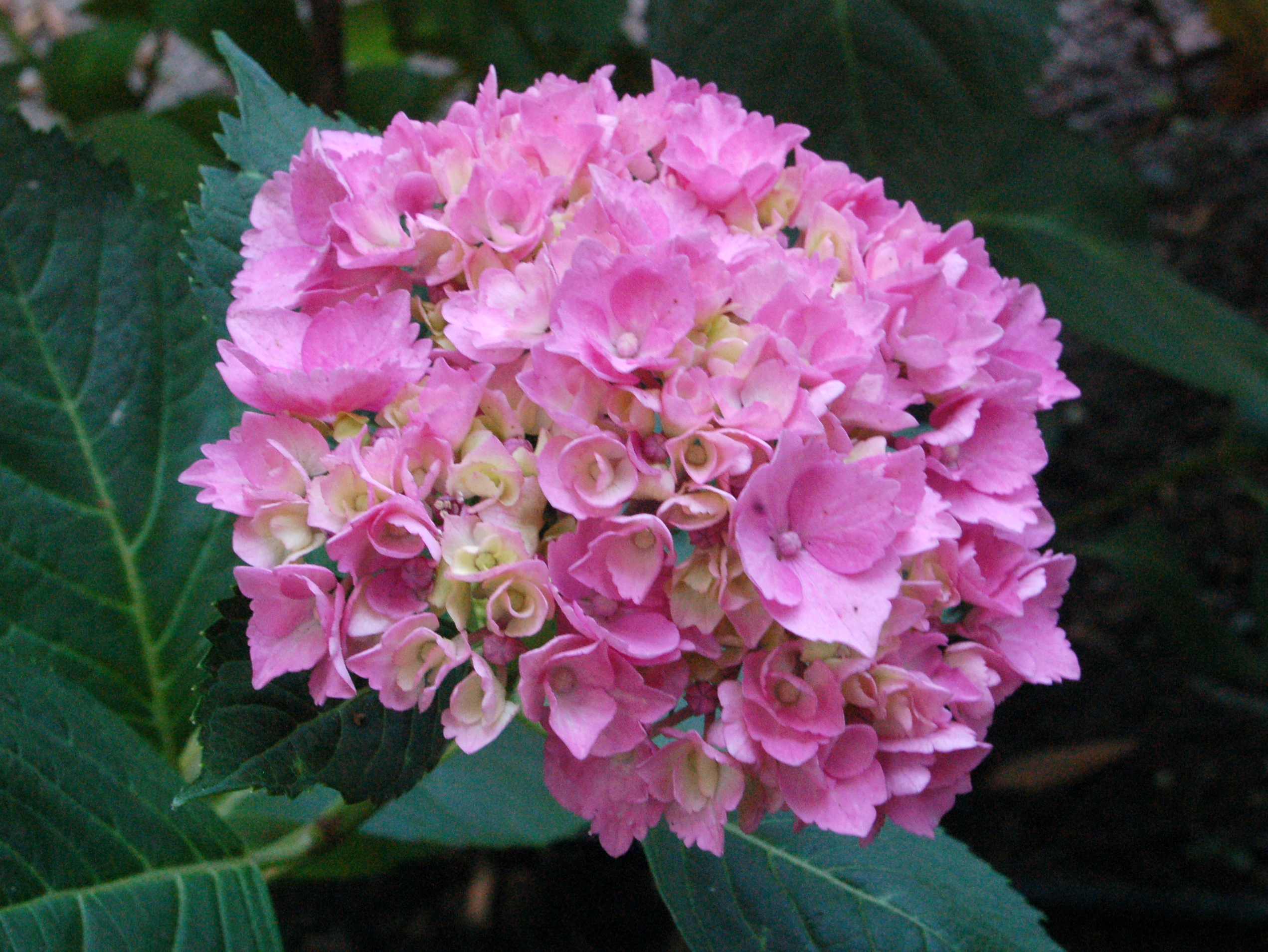
H. m. 'La Marne'
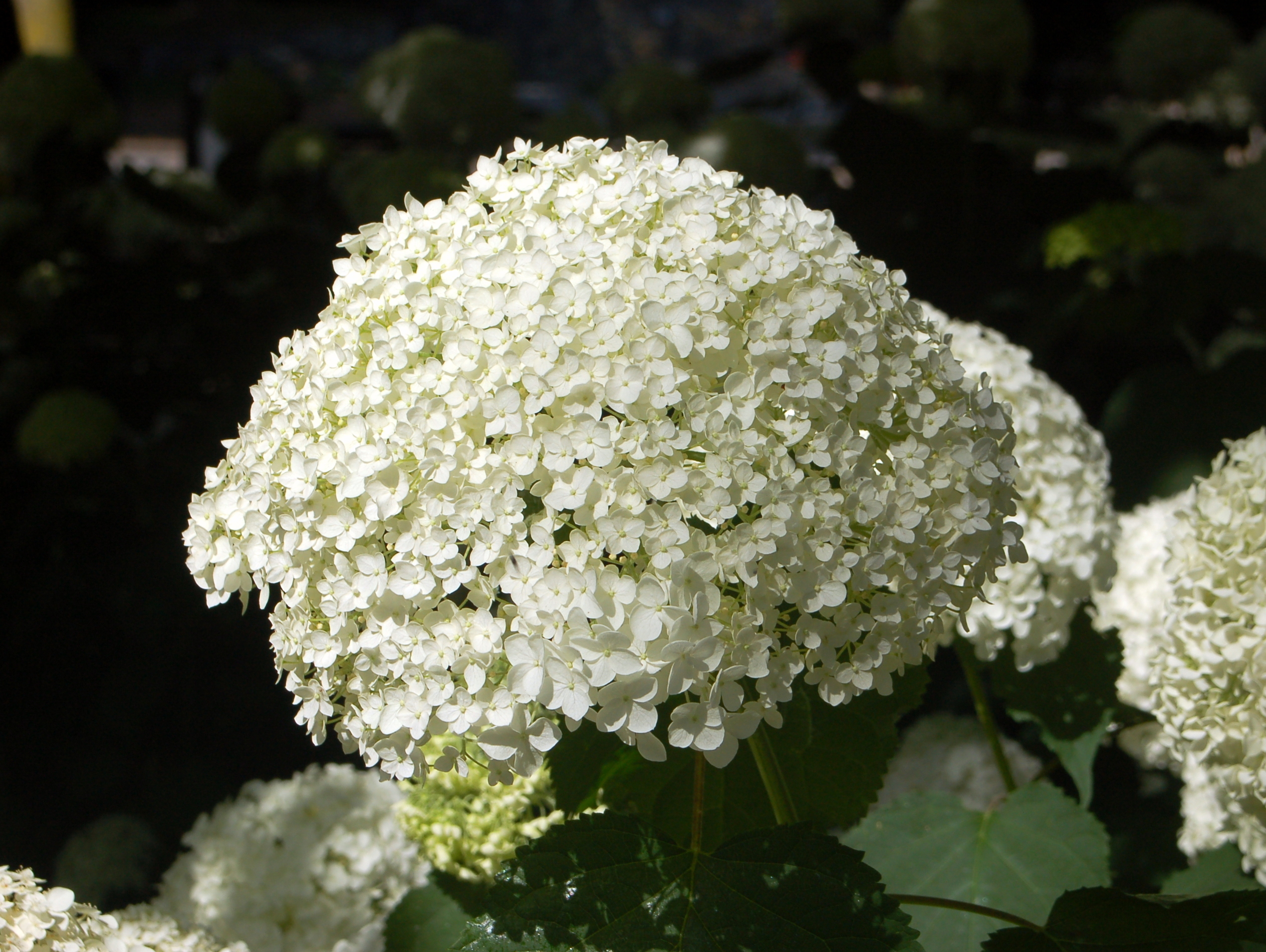
H. m. 'Mariesii'
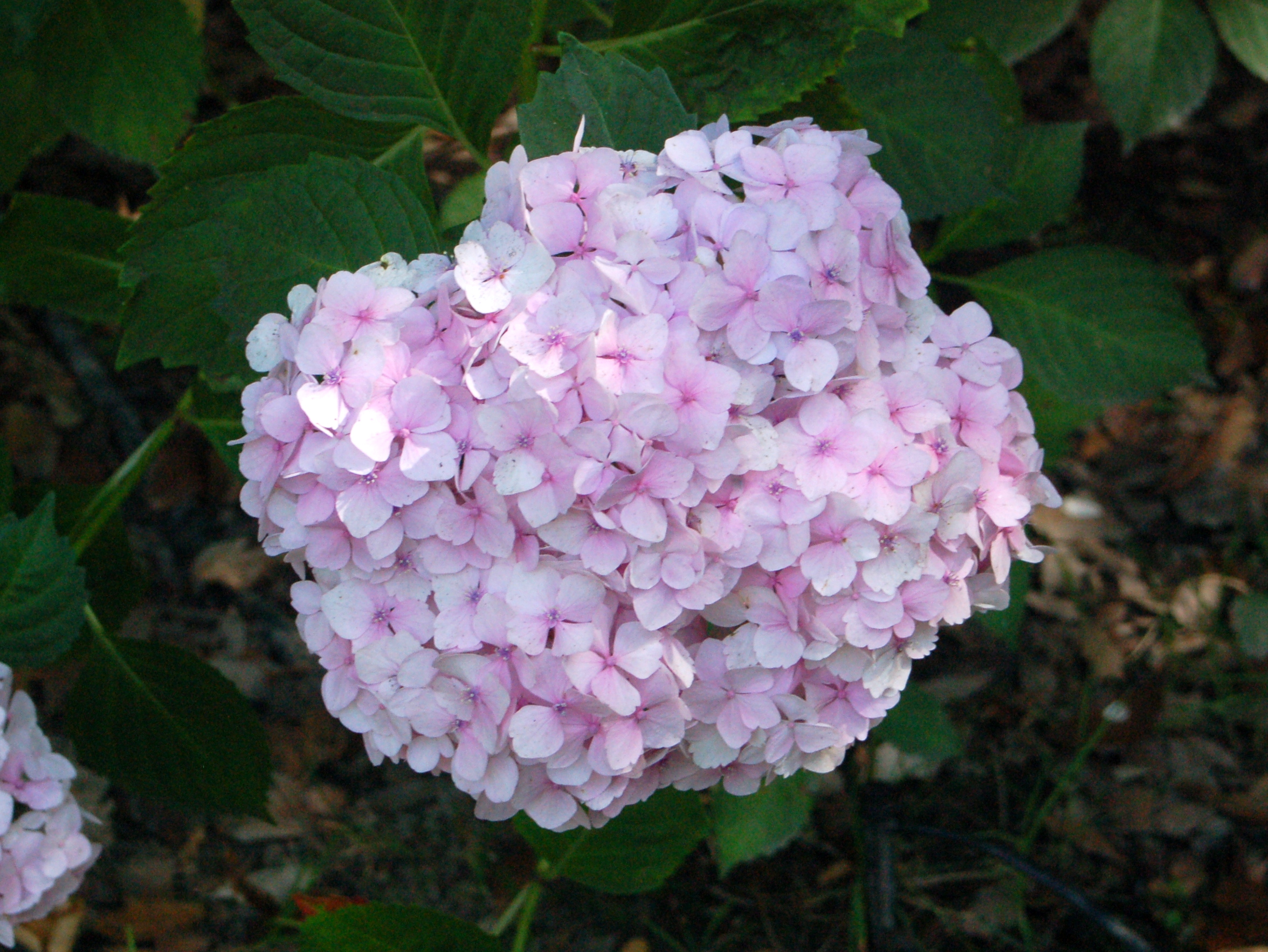
H. m. 'Merveille'
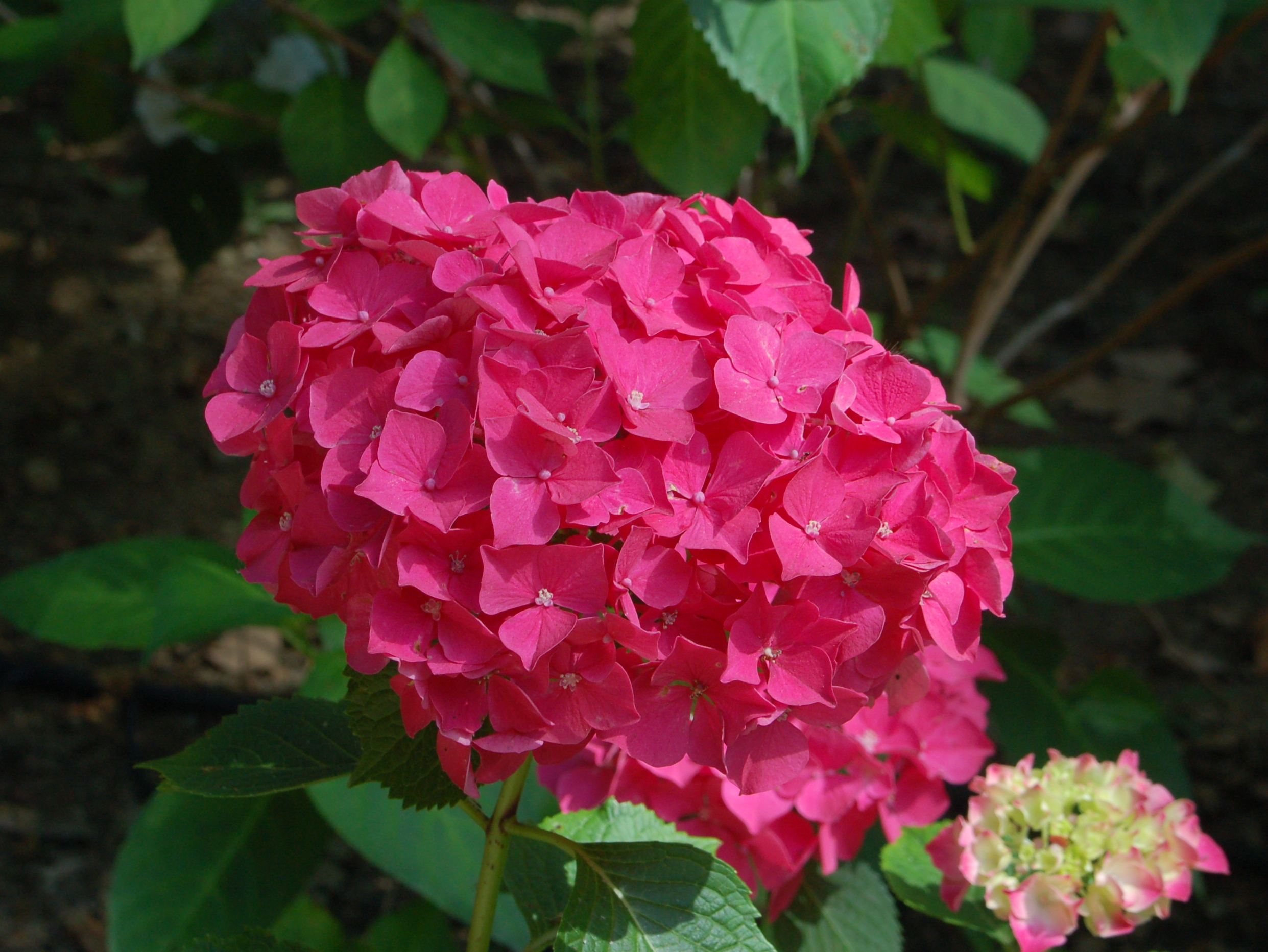
H. m. 'Satinette'
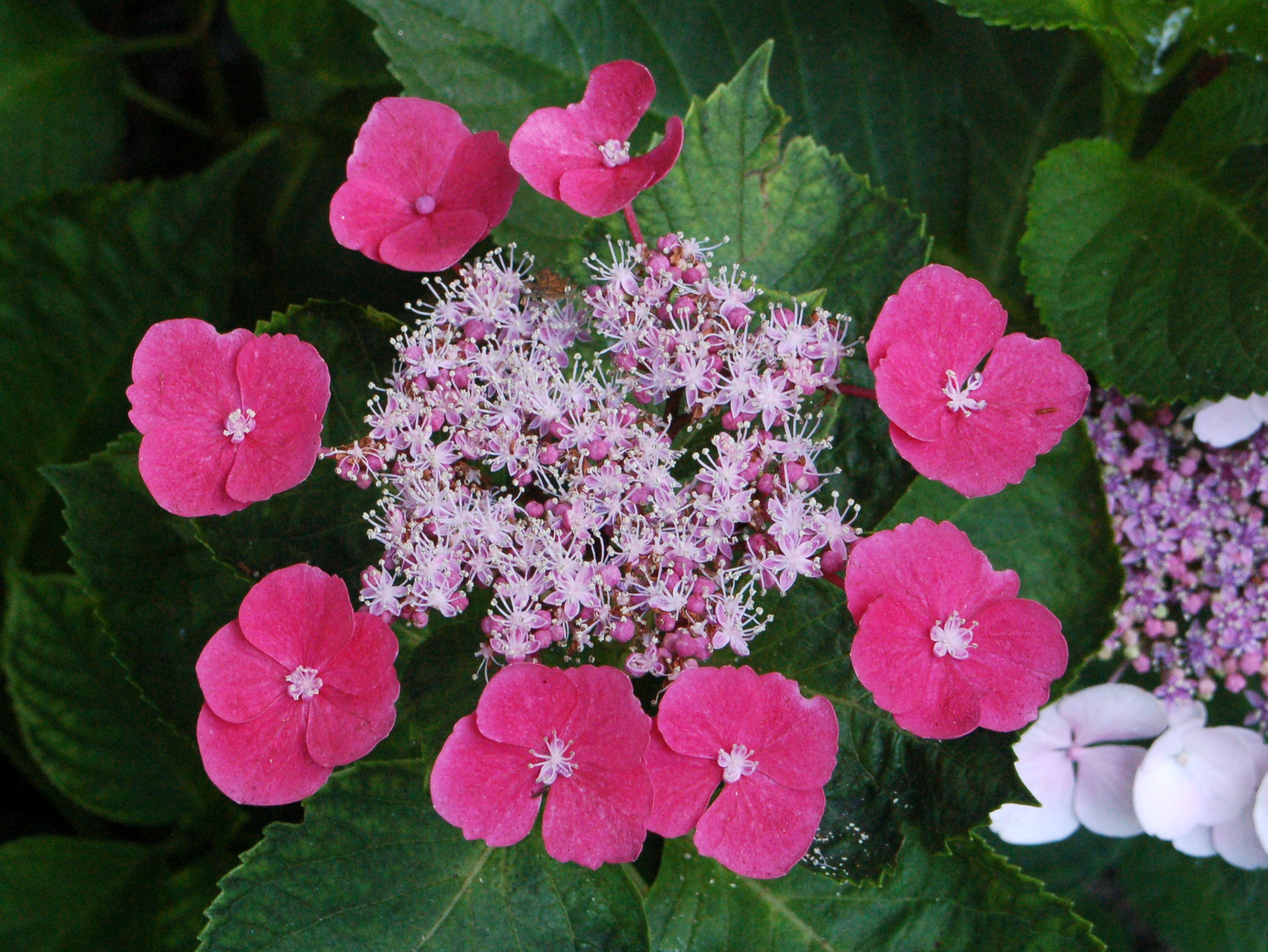
H. m. 'Zaunkoenig'
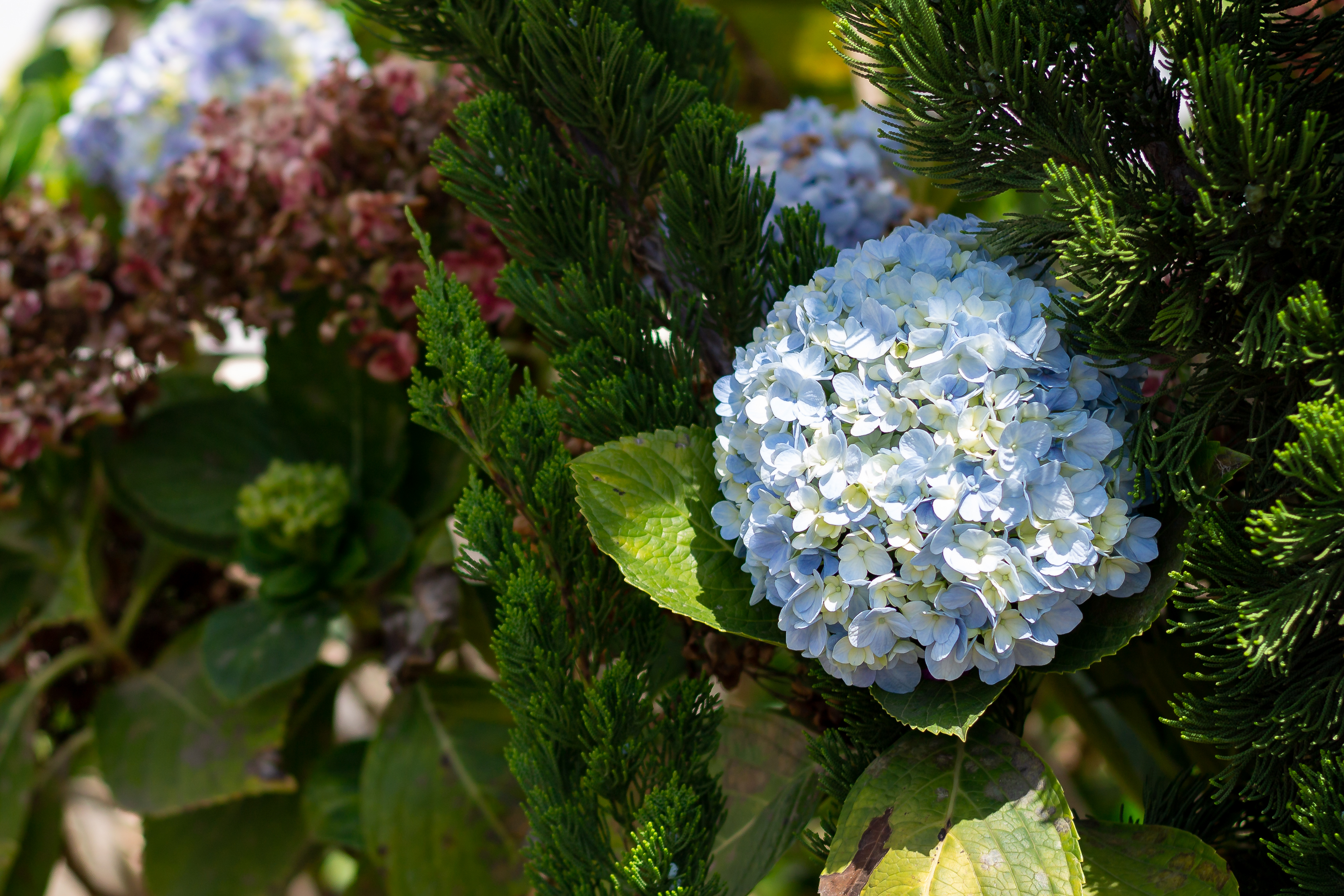
Flores de Hortênsia
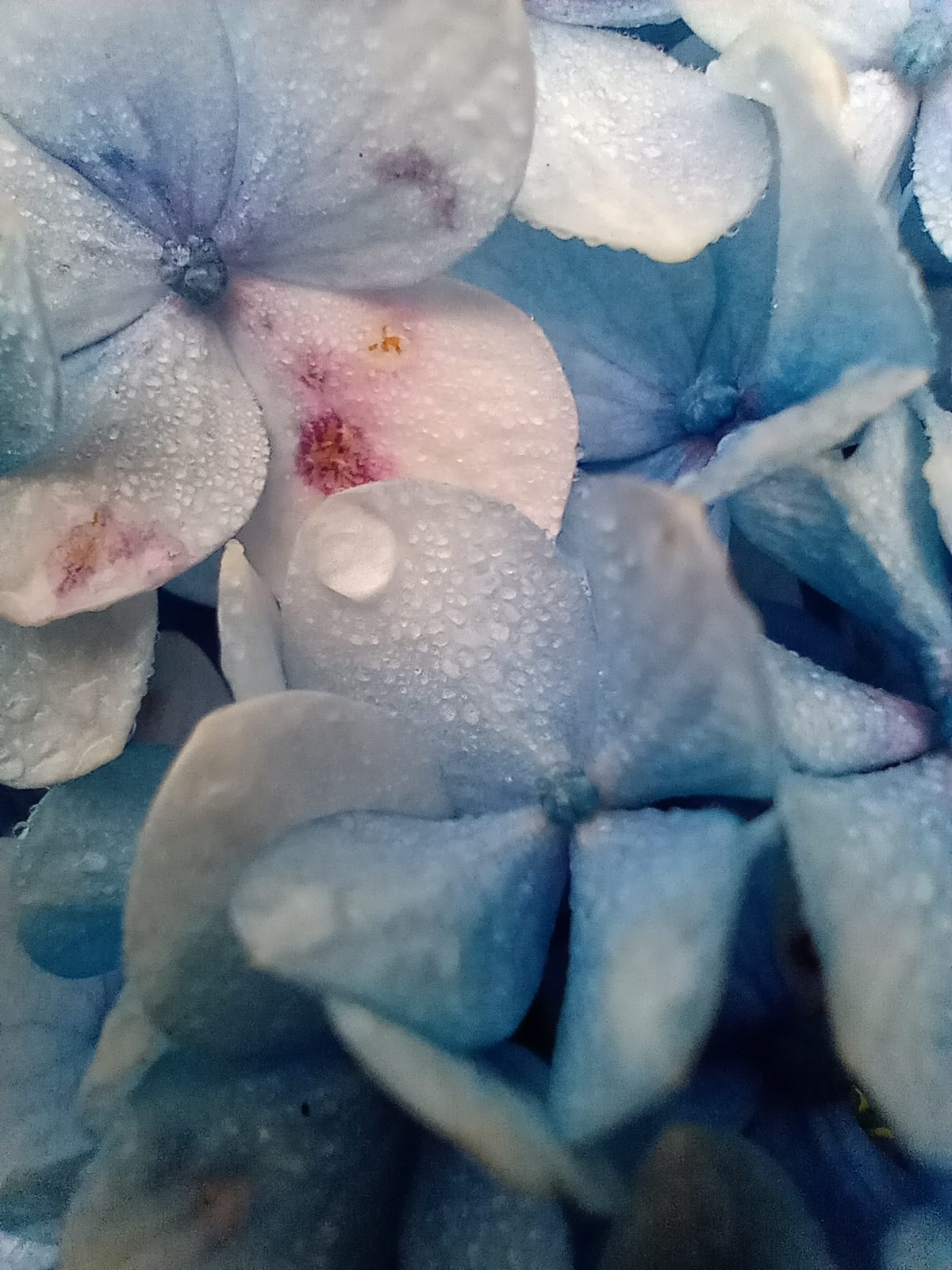
Pétalas de Hortênsia com o orvalho da manhã
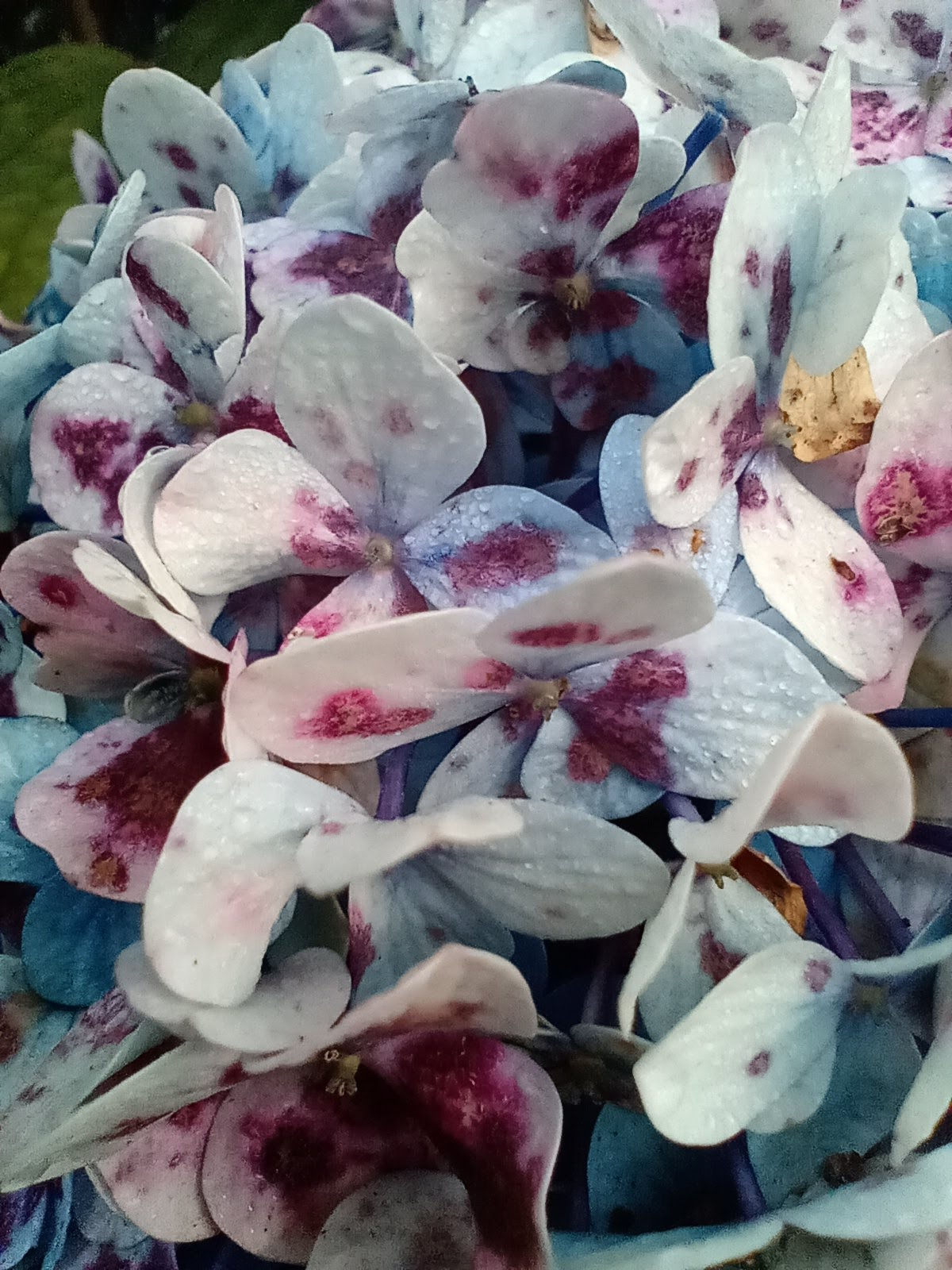
Flores da Hortênsia